# The Beatles (àlbum)
The Beatles és el novè àlbum d'estudi de la banda anglesa del mateix nom, publicat el 22 de novembre de 1968. Per mor de la seva funda completament blanca, en la qual tan sols hi posa el nom de la banda, i per distingir-lo del grup, sovint se l'anomena the White Album ("l'Àlbum Blanc"). És un àlbum doble, amb diferència el més llarg dels Beatles.
Quan fou publicat, l'àlbum va rebre crítiques mixtes per part dels crítics musicals. La majoria trobaren que les cançons satíriques de l'àlbum eren poc importants i apolítiques enmig d'un clima social i polític turbulent, encara que alguns alabaren les lletres de Lennon i McCartney. Des de llavors, Martin i la banda han debatut si hauria estat millor publicar un sol àlbum en lloc d'un de doble. Malgrat tot, The Beatles assolí la primera posició a les llistes del Regne Unit i els Estats Units, i sovint se'l cita com un dels millors àlbums de tots els temps.

## Llista de pistes
Totes les cançons foren escrites i compostes per el tàndem Lennon–McCartney, excepte on s'indiqui. 
| 1. | «Back in the U.S.S.R.»                           | McCartney | 2:43 |
| 2. | «Dear Prudence»                                  | Lennon    | 3:56 |
| 3. | «Glass Onion»                                    | Lennon    | 2:17 |
| 4. | «Ob-La-Di, Ob-La-Da»                             | McCartney | 3:08 |
| 5. | «Wild Honey Pie»                                 | McCartney | 0:52 |
| 6. | «The Continuing Story Of Bungalow Bill»          | Lennon    | 3:14 |
| 7. | «While My Guitar Gently Weeps» (George Harrison) | Harrison  | 4:45 |
| 8. | «Happiness Is A Warm Gun»                        | Lennon    | 2:43 |

| 9.  | «Martha My Dear»                     | McCartney | 2:28 |
| 10. | «I'm So Tired»                       | Lennon    | 2:03 |
| 11. | «Blackbird»                          | McCartney | 2:18 |
| 12. | «Piggies» (Harrison)                 | Harrison  | 2:04 |
| 13. | «Rocky Raccoon»                      | McCartney | 3:33 |
| 14. | «Don't Pass Me By» (Richard Starkey) | Starr     | 3:51 |
| 15. | «Why Don't We Do It in the Road?»    | McCartney | 1:41 |
| 16. | «I Will»                             | McCartney | 1:46 |
| 17. | «Julia»                              | Lennon    | 2:54 |

| 1. | «Birthday»                                                  | McCartney i Lennon | 2:42 |
| 2. | «Yer Blues»                                                 | Lennon             | 4:01 |
| 3. | «Mother Nature's Son»                                       | McCartney          | 2:48 |
| 4. | «Everybody's Got Something to Hide Except Me and My Monkey» | Lennon             | 2:24 |
| 5. | «Sexy Sadie»                                                | Lennon             | 3:15 |
| 6. | «Helter Skelter»                                            | McCartney          | 4:29 |
| 7. | «Long, Long, Long» (Harrison)                               | Harrison           | 3:04 |

| 8.  | «Revolution 1»             | Lennon                                     | 4:15 |
| 9.  | «Honey Pie»                | McCartney                                  | 2:41 |
| 10. | «Savoy Truffle» (Harrison) | Harrison                                   | 2:54 |
| 11. | «Cry Baby Cry»             | Lennon, with McCartney                     | 3:02 |
| 12. | «Revolution 9»             | Lennon, Harrison, George Martin i Yoko Ono | 8:22 |
| 13. | «Good Night»               | Starr                                      | 3:13 |

## Personal
The Beatles
- John Lennon – veus primeres, harmòniques i de fons; guitarres primera, acústica i rítmica, baix; piano, orgue Hammond, harmònium, Mellotron; harmònica, saxòfon tenor; cintes, tape loops i efectes de so (electrònics i en viu)
- Paul McCartney – veus primeres, harmòniques i de fons; guitarres primera, acústica, rítmica, baix; teclats (pianos acústics i elèctrics i orgues Hammond); percussió variada (timbales, pandereta, picarol, campaneta, picar de mans, cops de peu i percussió vocal); bateria (a «Back in the U.S.S.R.», «Dear Prudence», «Wild Honey Pie» i «Martha My Dear»); fliscorn; enregistrament
- George Harrison – veus primeres, harmòniques i de fons; guitarres primera, acústica i rítmica, baix; orgue Hammond (a «While My Guitar Gently Weeps»); bateria addicional, percussió variada (pandereta, picar de mans i percussió vocal); efectes de so
- Ringo Starr – bateria, percussió variada (pandereta, bongos, címbals, maraques i percussió vocal); piano i cascavells (a «Don't Pass Me By»); primera veu (a «Don't Pass Me By» i «Good Night») i segona veu (a «The Continuing Story of Bungalow Bill»)

Músics convidats
- Eric Clapton – primera guitarra a «While My Guitar Gently Weeps»
- Mal Evans – segona veu i picar de mans a «Dear Prudence», picar de mans a «Birthday», trompeta a «Helter Skelter»
- Jack Fallon – violí a «Don't Pass Me By»
- Pattie Harrison – segona veu a «Birthday»
- Jackie Lomax – segona veu i picar de mans a «Dear Prudence»
- Maureen Starkey – segona veu a «The Continuing Story of Bungalow Bill»
- Yoko Ono – segona veu, primera veu i picar de mans a «The Continuing Story of Bungalow Bill»; segona veu a «Birthday»; parla, cintes i efectes de so a «Revolution 9»

Músics d'estudi
- Ted Barker – trombó a «Martha My Dear»
- Leon Calvert – trompeta i fliscorn a «Martha My Dear»
- Henry Datyner, Eric Bowie, Norman Lederman and Ronald Thomas – violí a «Glass Onion»
- Bernard Miller, Dennis McConnell, Lou Soufier and Les Maddox – violí a «Martha My Dear»
- Reginald Kilby – violoncel a «Glass Onion» i «Martha My Dear»
- Eldon Fox – violoncel a «Glass Onion»
- Frederick Alexander – violoncel a «Martha My Dear»
- Harry Klein – saxòfon a «Savoy Truffle» i «Honey Pie»
- Dennis Walton, Ronald Chamberlain, Jim Chest and Rex Morris – saxòfon a «Honey Pie»
- Raymond Newman and David Smith – clarinet a «Honey Pie»
- Art Ellefson, Danny Moss and Derek Collins – saxòfon tenor a «Savoy Truffle»
- Ronnie Ross and Bernard George – saxòfon baríton a «Savoy Truffle»
- Alf Reece – tuba a «Martha My Dear»
- The Mike Sammes Singers – segona veu a «Good Night»
- Stanley Reynolds and Ronnie Hughes – trompeta a «Martha My Dear»
- Chris Shepard – pogo cello a «The Continuing Story of Bungalow Bill»
- Tony Tunstall – trompa a «Martha My Dear»
- John Underwood and Keith Cummings – viola a «Glass Onion»
- Leo Birnbaum and Henry Myerscough – viola a «Martha My Dear»

Equip de producció
- Geoff Emerick – enginyeria d'àudio, parla a «Revolution 9»
- George Martin – producció, producció executiva; corda, metall, clarinet, arranjaments i direcció orquestrals; piano a «Rocky Raccoon»
- Ken Scott – enginyeria i mescles
- Barry Sheffield – enginyeria (Trident Studio)
- Chris Thomas – producció; Mellotron a «The Continuing Story of Bungalow Bill», clavicèmbal a «Piggies», piano a «Long, Long, Long», piano elèctric, orgue i arranjaments de saxòfon a «Savoy Truffle»